# 迪坎镇
迪坎乡，是中华人民共和国新疆维吾尔自治区吐鲁番市鄯善县下辖的一个行政建制镇。
其地古称大海，回鹘语音名为Dighar。由回鹘语转换回汉语，又有底坎儿、的卡等汉译名。今为迪坎乡:33。

## 行政区划
迪坎乡下辖以下地区：
迪坎尔村、叶孜坎村、玉尔门村、托特坎村、坎尔孜库勒村、塔升塔盘村和牧业队。